# Pumpkin Soup
Pumpkin Soup è un brano di Kate Nash, terzo singolo estratto dal suo primo album Made of Bricks in Inghilterra, secondo in Italia (il primo fu Foundations). Uscito nei negozi inglesi il 17 dicembre 2007, ha avuto le sue prime programmazioni radiofoniche italiane solo nel 2008, ma è diventata una delle canzoni più trasmesse.
L'autrice ha dichiarato ad una intervista concessa a BBC Radio 1 che il titolo Pumpkin Soup era il titolo provvisorio che aveva dato al brano, mentre la sua casa discografica avrebbe preferito che il titolo fosse I Just Want Your Kiss.

## Il video
Il video per Pumpkin Soup è stato diretto da Kinga Burza e vede la cantante muoversi in un mondo surreale, abitato da gatti giganti e dai colori accesissimi, chiamato Little Red Productions, un riferimento all'ultima traccia del brano Little Red.
Il video mostra la cantante ed un ragazzo in una "cabina dei baci", che fa riferimento al ritornello I just want your kiss, boy, intorno alla quale si muovono cuoricini e orsacchiotti. Il personaggio del ragazzo è interpretato dal fotografo Wesley Goode, amico della Nash.

## Tracce
UK CD
1. Pumpkin Soup
2. Pistachio Nut (Poesia)

UK 1st 7"
1. Pumpkin Soup
2. Pumpkin Soup (Live @ Cardiff Solus)

UK 2nd 7"
1. Pumpkin Soup
2. Lato non contenente B-sides.

Digital Download
1. Pumpkin Soup (Russell Bloc Party's Team Tiger Edit)

## Classifiche
| Classifica (2008) | Posizione più alta |
| ----------------- | ------------------ |
| Austria           | 72                 |
| Belgio (Fiandre)  | 73                 |
| Estonia           | 33                 |
| Germania          | 83                 |
| Irlanda           | 40                 |
| Regno Unito       | 23                 |